# Pinxton
Pinxton es una localidad situada en el distrito de Bolsover, condado de Derbyshire, en Inglaterra (Reino Unido), con una población de 5.699 según el censo de 2011.